# Александър Богданов
 Тази статия е за българския политик.  За руския комунист вижте Александър Богданов (философ).  
Александър Богданов е български радикалдемократ, кмет на Дупница.

## Биография
Александър Богданов е роден през 1880 година в горноджумайското село Железница, тогава в Османската империя. По професия е учител, обществен и читалищен деец. Политически е привърженик на Радикалдемократическата партия, а по-късно на кръга Звено. В началото на 20-те година на XX век е общински съветник в Дупница, а в периода януари-юни 1929 година е кмет на Дупница. След Деветосептемврийския преврат е набеден, че е оскубал брадата на Коста Петров и през 1950 заради това му отнемат пенсията. За него се застъпва заместник-кмета на Дупнишката комуна и пенсията му е възстановена. Александър Богданов умира през 1962 година.